# Petra Gumpold
Petra Gumpold (* 21. Dezember 1973 in Salzburg) ist eine österreichische Schauspielerin.

## Leben
Petra Gumpold machte zunächst eine Ballettausbildung und nahm anschließend Schauspielunterricht. Ihre erste Rolle hatte sie 1998 in Die Mädchenfalle – Der Tod kommt online. Später spielte sie in verschiedenen Fernsehserien mit, wie beispielsweise in Ritas Welt, Die Sitte oder Marienhof.
Von November 2001 (Folge 1716) bis Mai 2006 (Folge 2846) war sie in der Daily-Soap Unter uns bei RTL zu sehen. Im April 2007 und im Februar 2008 kehrte sie kurzzeitig wieder für jeweils einen Gastauftritt in die Serie zurück.
Petra Gumpold lebt in Hamburg. Sie hat eine Tochter.

## Filmografie
- 1998: Die Mädchenfalle – Der Tod kommt online
- 1999: Lindenstraße (Fernsehserie, 1 Folge)
- 1999: Wie bitte?! (Fernsehserie, 1 Folge)
- 2000: Nesthocker – Familie zu verschenken (Fernsehserie, 1 Folge)
- 2000: Ritas Welt (Fernsehserie, 1 Folge)
- 2000: Etage Zwo (Kurzfilm)
- 2001: Couch Cowboys (Kurzfilm)
- 2001–2006, 2007, 2008: Unter uns (Fernsehserie, 960 Folgen)
- 2003: Tatort: Bermuda (Fernsehreihe)
- 2004: Die Sitte (Fernsehserie, 1 Folge)
- 2008: 112 – Sie retten dein Leben (Fernsehserie, 1 Folge)
- 2008–2009: Marienhof (Fernsehserie, 76 Folgen)